# Peschiera Borromeo
Peschiera Borromeo is een gemeente in de Italiaanse metropolitane stad Milaan (regio Lombardije) en telt 21.146 inwoners (31-12-2004). De oppervlakte bedraagt 23,5 km², de bevolkingsdichtheid is 875 inwoners per km².
De volgende frazioni maken deel uit van de gemeente: Peschiera, Mirazzano, San Bovio, Bettola, Bellingera, Mezzate, Bellaria, Zelo, Foramagno, Plasticopoli, Canzo, Linate.

## Demografie
Peschiera Borromeo telt ongeveer 8608 huishoudens. Het aantal inwoners steeg in de periode 1991-2001 met 9,3% volgens cijfers uit de tienjaarlijkse volkstellingen van ISTAT.
| Jaar | Inwoneraantal |
| ---- | ------------- |
| 1991 | 18.539        |
| 2001 | 20.264        |

## Geografie
De gemeente ligt op ongeveer 107 m boven zeeniveau.
Peschiera Borromeo grenst aan de volgende gemeenten: Milaan, Pioltello, Segrate, Rodano, Pantigliate, San Donato Milanese, Mediglia.